# Alphi
Die Société Alphi war ein französischer Hersteller von Automobilen.

## Unternehmensgeschichte
Das Unternehmen aus Paris begann 1928 oder 1929 mit der Produktion von Automobilen. Der Markenname lautete Alphi, das stand für Automobiles Luart, Poniatowski, Hougardy, Ingenieurs. 1931 endete die Produktion. Insgesamt entstanden vier Fahrzeuge.

## Fahrzeuge
Das erste Fahrzeug war ein Sportwagen. Er verfügte über einen kleinen Sechszylindermotor von CIME mit 1485 cm³ Hubraum und wurde auch bei Autorennen wie dem 24-Stunden-Rennen von Le Mans im Jahre 1929 eingesetzt.
Das zweite Fahrzeug war ein Rennwagen mit dem gleichen Motor, allerdings mit Kompressor.
Das dritte Fahrzeug verfügte ursprünglich ebenfalls über den CIME-Motor, der allerdings später durch einen Sechszylindermotor von der Continental Motors Company mit 2600 cm³ Hubraum ersetzt wurde. Die Coupé-Karosserie bot Platz für vier Personen.
Das vierte Fahrzeug hatte einen Achtzylinder-Reihenmotor von Continental mit 4800 cm³ Hubraum. Die Karosserie bot zwei Personen Platz.
Zwei Fahrzeuge dieser Marke existieren noch.